# Kalamenianka
Kalamenianka – potok w Górach Choczańskich na Słowacji, lewobrzeżny dopływ Teplianki. Długość ok. 6,7 km.
Płynie Doliną Kalameńską, w większości na terenie tzw. Sielnickich Wierchów, będących środkową grupą w łańcuchu Gór Choczańskich. Źródła na wysokości ok. 920 m n.p.m., na wschodnich stokach szerokiego siodła, oddzielającego szczyty Ostroň (1105 m n.p.m.) i Ostrý vrch (ok. 1025 m n.p.m.) na północy od masywu Havraniej (1130 m n.p.m.) na południu. Początkowo spływa w kierunku wschodnim, by wkrótce przyjąć kierunek generalnie południowy. Płynie głęboką, niezbyt krętą doliną, w środkowym biegu nieco wybrzuszoną ku zachodowi, rozdzielającą masywy wspomnianej Havraniej i Plieški (977 m n.p.m.) na zachodzie oraz Sielnickiej hory (1051 m n.p.m.) i wzniesienia Sestrč (też: Liptovský hradný vrch, 993 m n.p.m.) z pozostałościami Zamku Liptowskiego na wschodzie. Pod koniec swego biegu wypływa na teren Kotliny Liptowskiej, gdzie płynie przez wieś Kalameny i po ok. 1,5 km, na południowym skraju wsi Lúčky, na wysokości ok. 555 m n.p.m., uchodzi do Teplianki.
Na całej swej długości Kalamenianka ma zaledwie kilka niewielkich dopływów, a i to ubogich w wodę, które wzbierają jedynie po większych opadach i podczas wiosennego topnienia śniegów.